# Glienickei híd
A Glienickei híd, németül: Glienicker Brücke, a Havel folyó felett Berlin Wannsee és Potsdam között ível át. A híd az egykor itt álló Gut Klein Glienicke kastélynak köszönheti nevét, melynek a helyén ma már a Glienicke palota található. Az eredetileg favázas hidat 1907-ben építették meg először.
Brandenburg tartomány és Berlin város, valamint a Potsdam közötti határ a híd közepén húzódik. A második világháborút követő nagyhatalmi felosztás során a Glienickei híd a nyugat-berlini amerikai zóna és a szovjet megszállási területen kialakított állam, az NDK határára került. 
A hidegháború időszakában jórészt lezárt, csak külön engedéllyel használható és viszonylag rejtett híd remek lehetőséget teremtett a kémcserék zökkenőmentes lebonyolításához, szemtanúk nélkül, a szemben álló titkosszolgálatok, főleg a CIA és a KGB számára. A hídon összesen három kémcserére került sor a hidegháború lezárulásáig, Németország újraegyesítéséig.

## Történelmi szerepe

### Első kémcsere
Az első és egyik leghíresebb kémcserére 1962. február 10-én került sor, amikor a Szovjetunió felett lelőtt amerikai U–2-es felderítő repülőgép pilótát, Francis Gary Powerst cserélték be a szovjet mesterkémre, Rudolf Abel (polgári nevén William August Fisher) ezredesre. Bár a felek megpróbálták titokban tartani az eseményt, annak híre kiszivárgott és világszerte – kivéve a Szovjetuniót, meg a keleti blokkot – az újságok címoldalára került.

### Második kémcsere
A következő kémcsere mintegy 20 évet váratott magára. Az NDK főtárgyalója, Wolfgang Vogel – egy meglehetősen jó kapcsolatokkal rendelkező keletnémet ügyvéd – megállapodott az amerikaiakkal, hogy az NDK-ban és Lengyelországban 25 fogva tartott nyugati ügynököt (köztük Eberhard Fätkenheuert, Werner és Heinz Jonseket) kicserélnek négy, a CIA által nyugaton letartóztatott kémre (közöttük Alfred Zehe-re és Alice Michelsonra). A kémcsere helyszíne ismét a Glienickei híd lett, 1985. június 11-én.
A cserelistán felbukkant Alice Michelson neve is; ő a szovjetek futárja volt, egy 67 éves keletnémet hölgy. A megbízói valószínűleg abból indultak ki, hogy egy idős hölgyet nem fognak a határon annyira ellenőrizni.
Őt a Kennedy repülőtéren, egy cigarettacsomagba rejtett, katonai információkat tartalmazó mikrofilmmel buktatták le, miközben Csehszlovákiába igyekezett 1984. október 3-án.
Werner Jonsek egy tisztségviselő volt a keletnémet Greizban, őt a stuttgarti CIA-iroda szervezte be 1980-ban.
Több beszámolót is küldött a szovjetek katonai tevékenységéről, mielőtt 83-ban lebukott két társával, feleségével és bátyjával együtt. Mindhárman rögtön felkerültek a keletnémet ügyvéd, Wolfgang Vogel kémcsere-listájára, az amerikaiak innen válogathattak a csereprogramjukhoz, miközben őt 15 évre, feleségét 9 évre, bátyját életfogytiglanra ítélték az NDK-ban. A CIA csak a két férfit vonta be a csereprogramba, Renate Jonsek maradt a keletnémet börtönben.
A 31 éves Eberhard Fätkenheuer egy osztrák barátja, nem mellesleg CIA alkalmazott szervezte be egy magyarországi üdülés alkalmával. Őt 1979-ben kapcsolta le a keletnémet elhárítás, és 6 évet töltött a rácsok mögött a cseréig.

### Harmadik kémcsere
A harmadik, és egyben utolsó kémcserét 1986. február 11-én bonyolították le a hídon.
Anatolij Boriszovics Scsaranszkij (Анато́лий Бори́сович Щара́нский) egy polgárjogi aktivista volt, ami az 1970-es években a Szovjetunióban nem számított a túlélés zálogának. 1977-ben letartóztatták, megvádolták kémkedéssel és árulással.
Az ítélet akár halál is lehetett volna, de 13 évet kapott. Nemzetközi nyomásra felkerült a neve a Vogel-féle listára, és három alacsonyabb szintű nyugati kémre (a csehszlovák Jaroslav Javorsky-ra és a nyugat-német Wolf-Georg Frohnra és Dietrich Nistroy-ra) cserélték.
Scsaranszkij később – 1999 után – ipari majd belügyminiszter is volt Izraelben, immár Natan Sharansky néven.
Vele együtt amerikai részről Karl Koecher és Hana Koecher csehszlovák kémeket cserélték a szovjet Jevgenyij Zemljakov, a lengyel Marian Zacharski és a keletnémet Detlef Scharfenorth kémekre.
Karl és Hanna Koecher csehszlovák disszidensként érkeztek 1965-ben az Egyesült Államokba. 1973-tól a CIA-nak dolgoztak cseh fordítóként, és a KGB egyik legfontosabb információforrásává váltak. 1984-ben buktak le, de 2 év raboskodás után őket cserélték ki Scsaranszkijra.

## A híd napjainkban
A híd a Fal leomlását követően elvesztette a kémcsereprogramban betöltött szerepét és visszatért eredeti funkciója; országúti hídként szolgál Berlin és Potsdam között 1989. november 10-e óta.

## Megjelenése a kultúrában
Steven Spielberg Kémek hídja (2015) című filmje az első kémcsere eseményeit mutatja be. A film zárójelenetei a hídon játszódnak.

## Galéria

A Glienickei híd
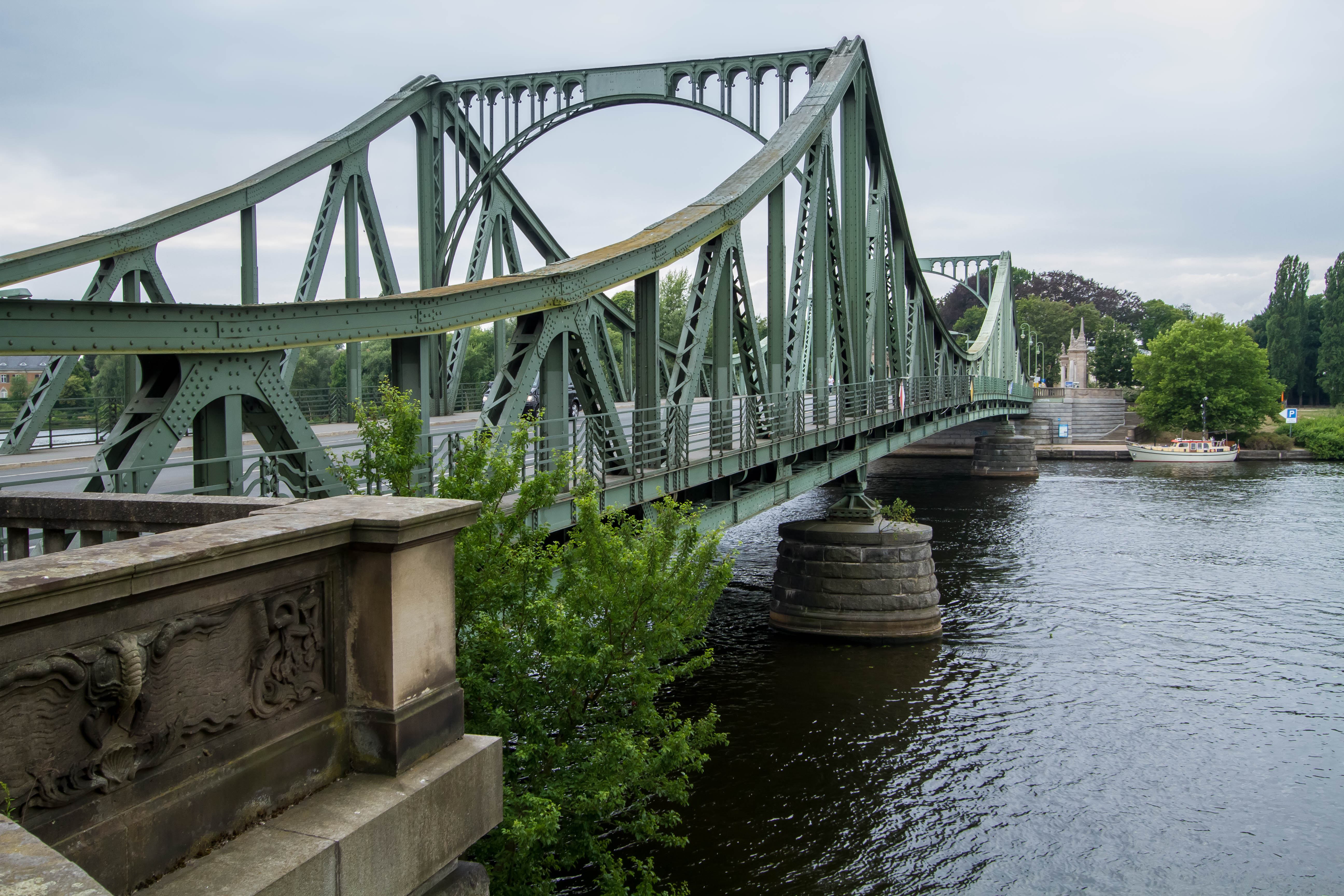
A híd
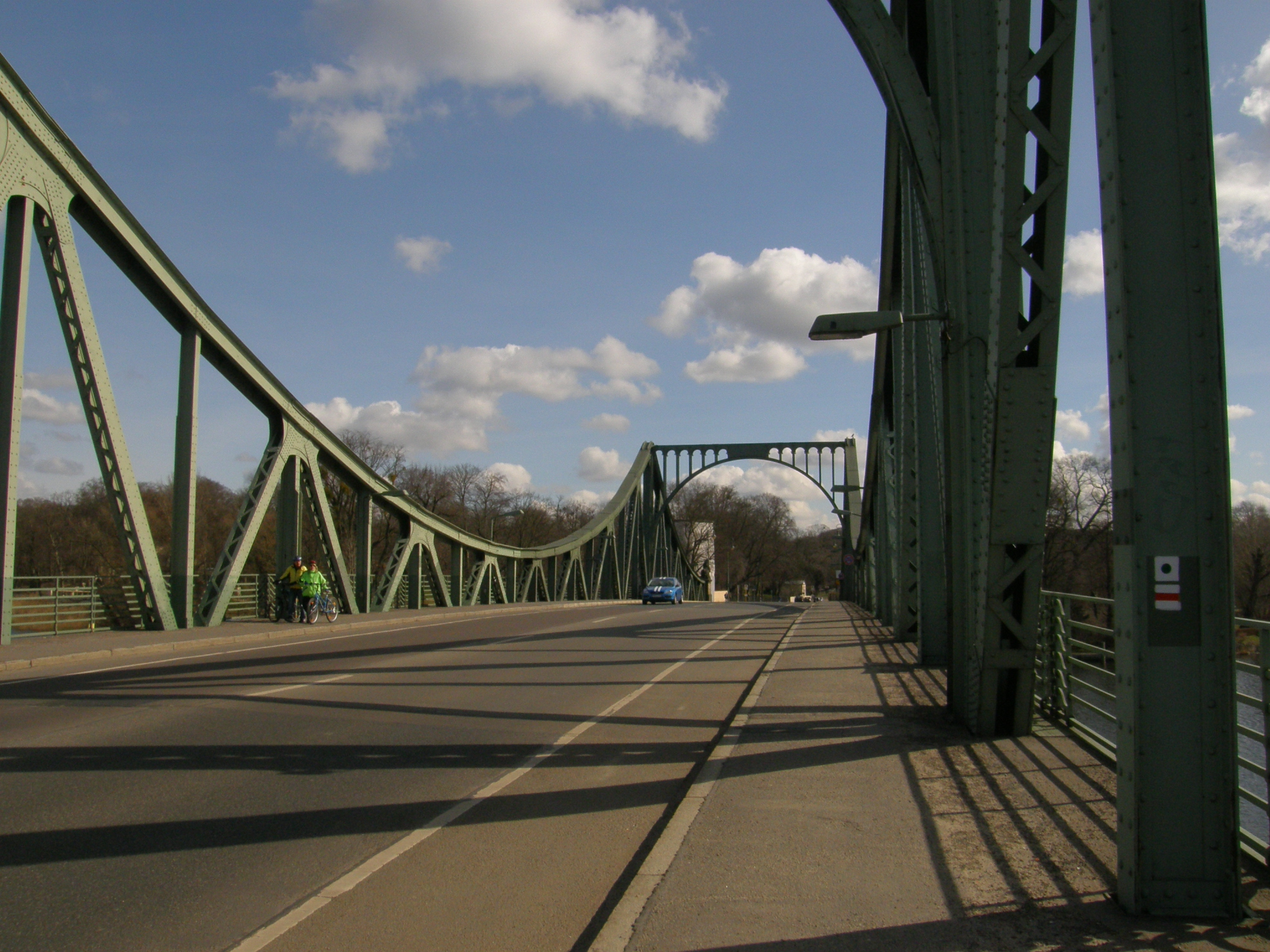
A híd Potsdam felől
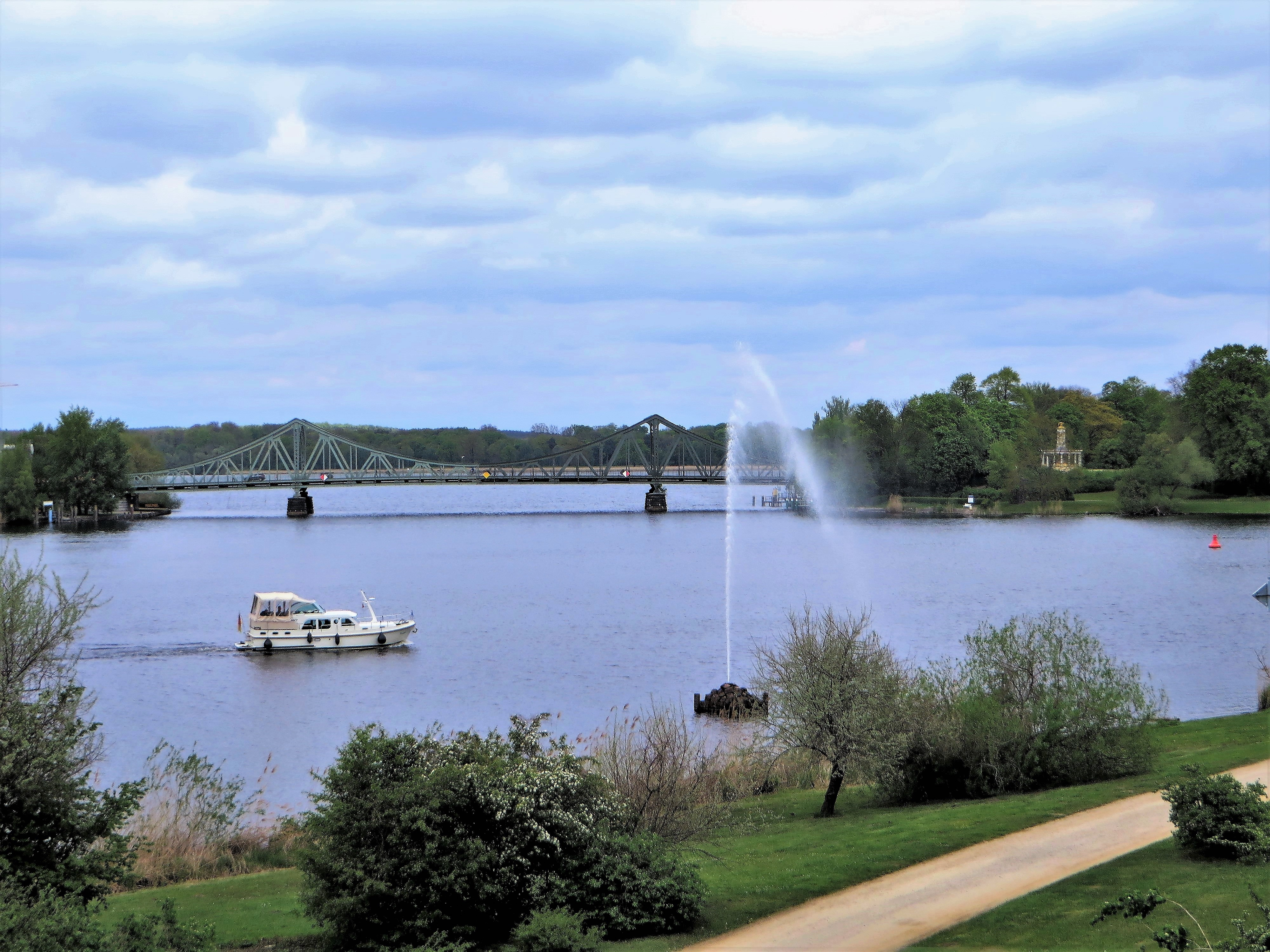
A híd a Havel folyó felől
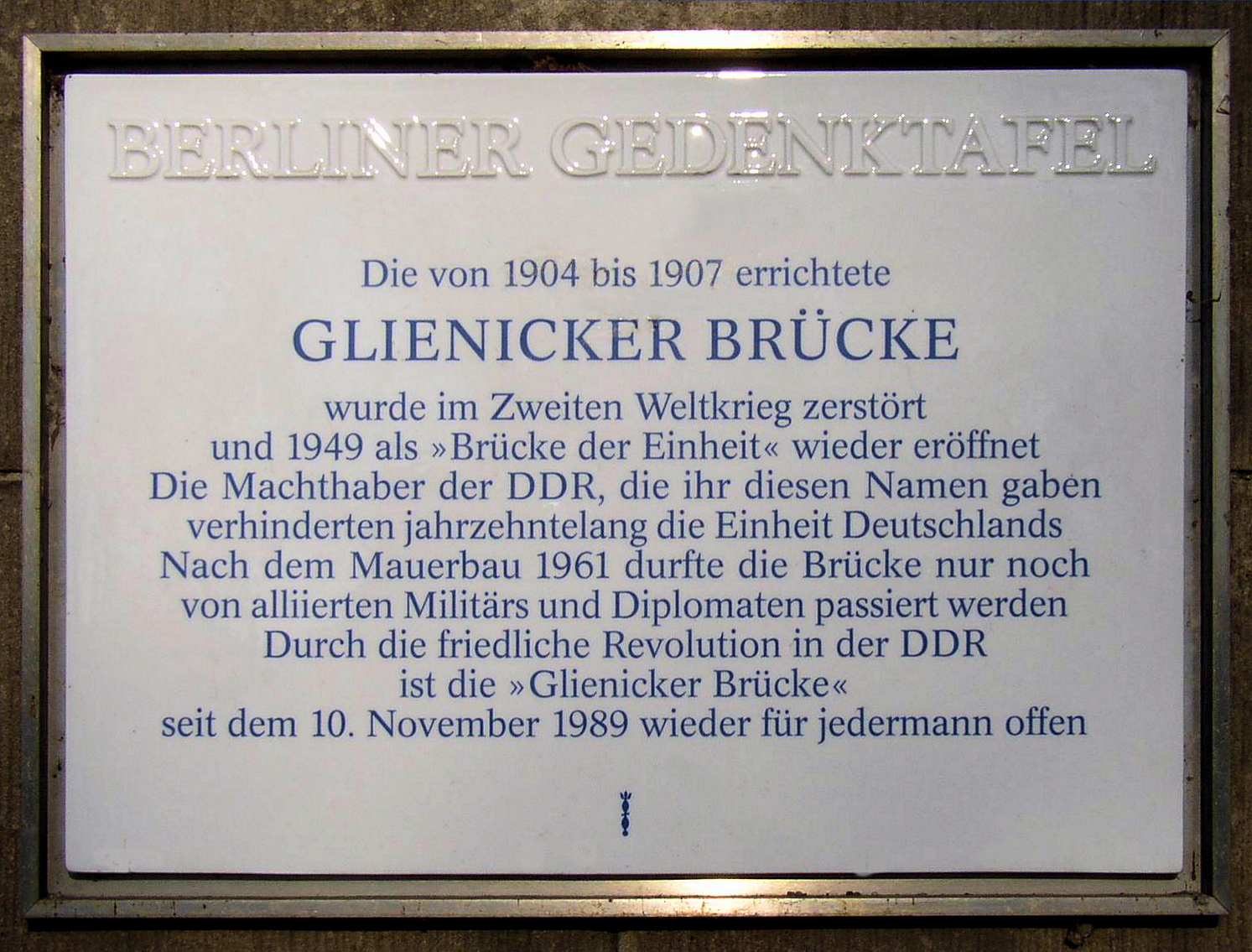
Információs tábla a hídon
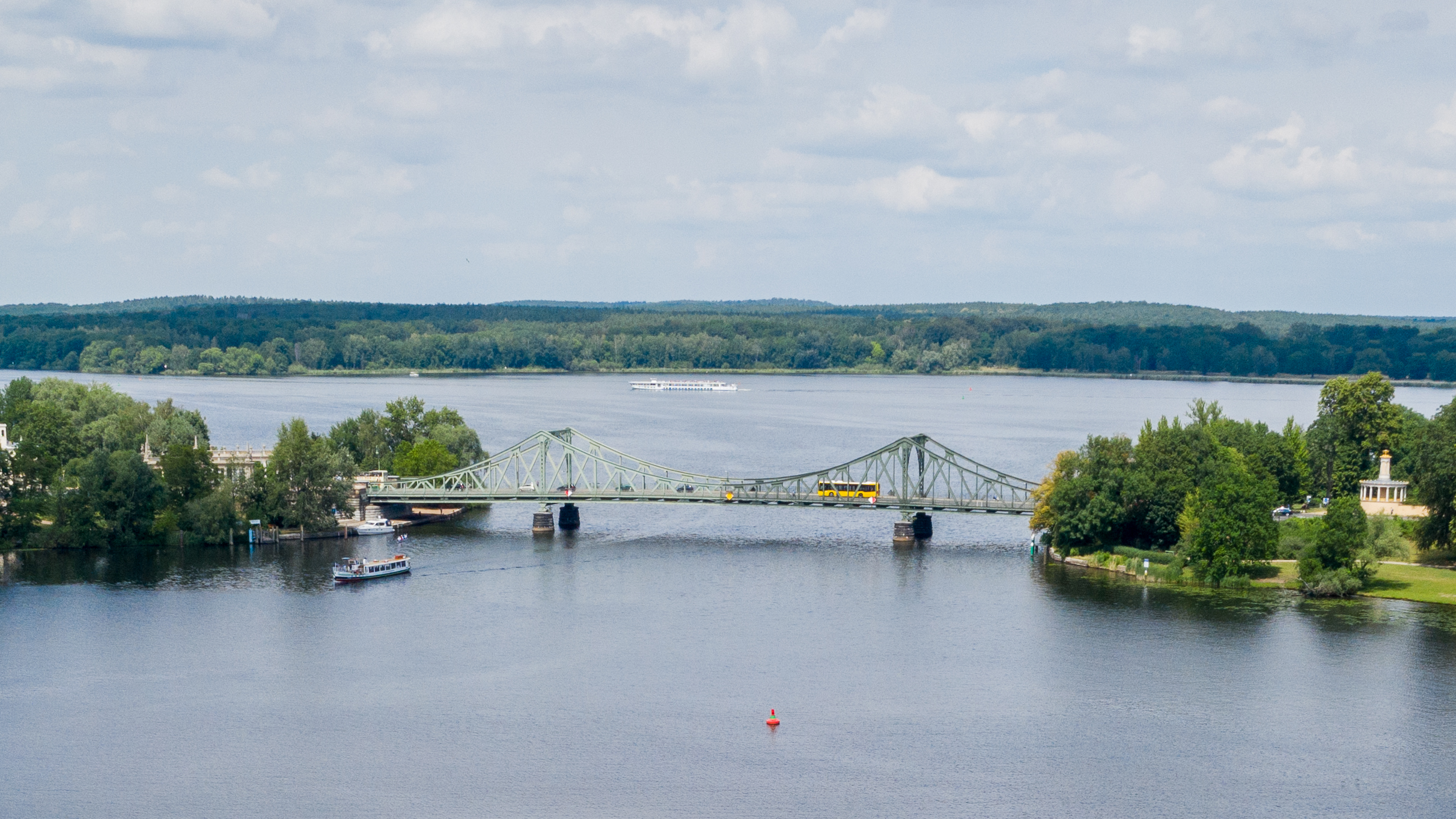
Madártávlatból

## Fordítás
- Ez a szócikk részben vagy egészben  a   Glienicker Brücke című német Wikipédia-szócikk ezen változatának fordításán alapul.  Az eredeti cikk szerkesztőit annak laptörténete sorolja fel. Ez a jelzés csupán a megfogalmazás eredetét és a szerzői jogokat jelzi, nem szolgál a cikkben szereplő információk forrásmegjelöléseként.

### Weblapok és cikkek
- ↑ passport.blog.hu: Kémek hídja (magyar nyelven), 2020. február 27.
- ↑ berlin-magazin.info: Die Brücke der Spione (német nyelven). [2020. február 27-i dátummal az eredetiből archiválva]. (Hozzáférés: 2020. február 27.)